# Pope-Leighey House
Pour les articles homonymes, voir Pope (homonymie) et House.
Pope-Leighey House ou Loren Pope Residence est une villa de style moderne-usonia-organique-Prairie School, construite en 1940 par l'architecte américain Frank Lloyd Wright, à Falls Church en Virginie aux États-Unis. Déplacée sur le site historique du manoir Woodlawn Plantation (en) de George Washington, à Alexandria, près de Washington D.C., elle est un musée ouvert à la visite depuis 1965, et inscrite au Registre national des lieux historiques depuis 1979,. 

## Historique
Le journaliste américain Loren Pope (en) et son épouse Charlotte découvrent Frank Lloyd Wright avec un article du magazine Time de 1938, sur sa Maison sur la cascade emblématique de Pennsylvanie de 1935. Ils vont alors le rencontrer dans son cabinet d'architecte d'été Taliesin Esat du Wisconsin, pour lui demander de leur construire cette maison.

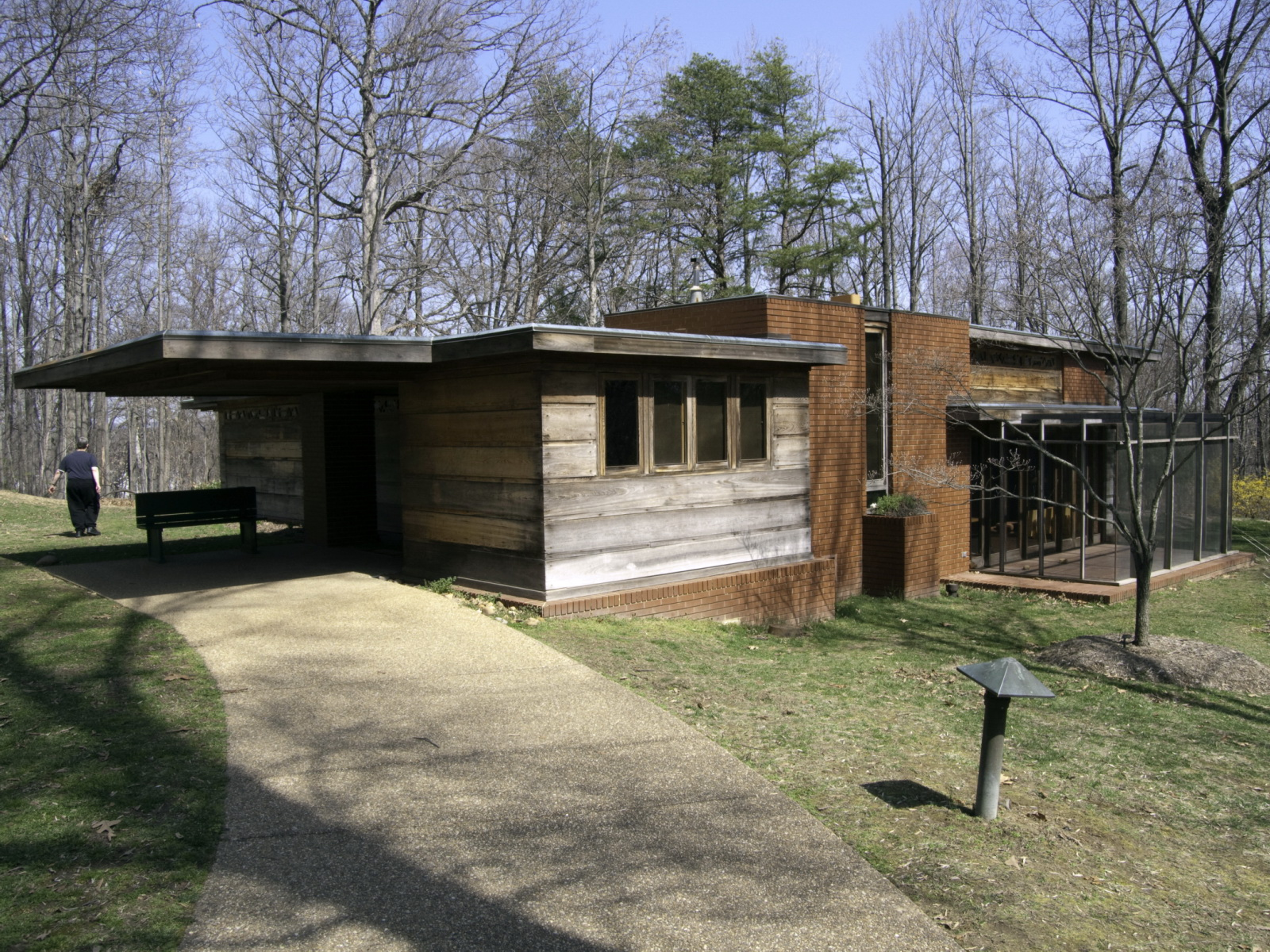
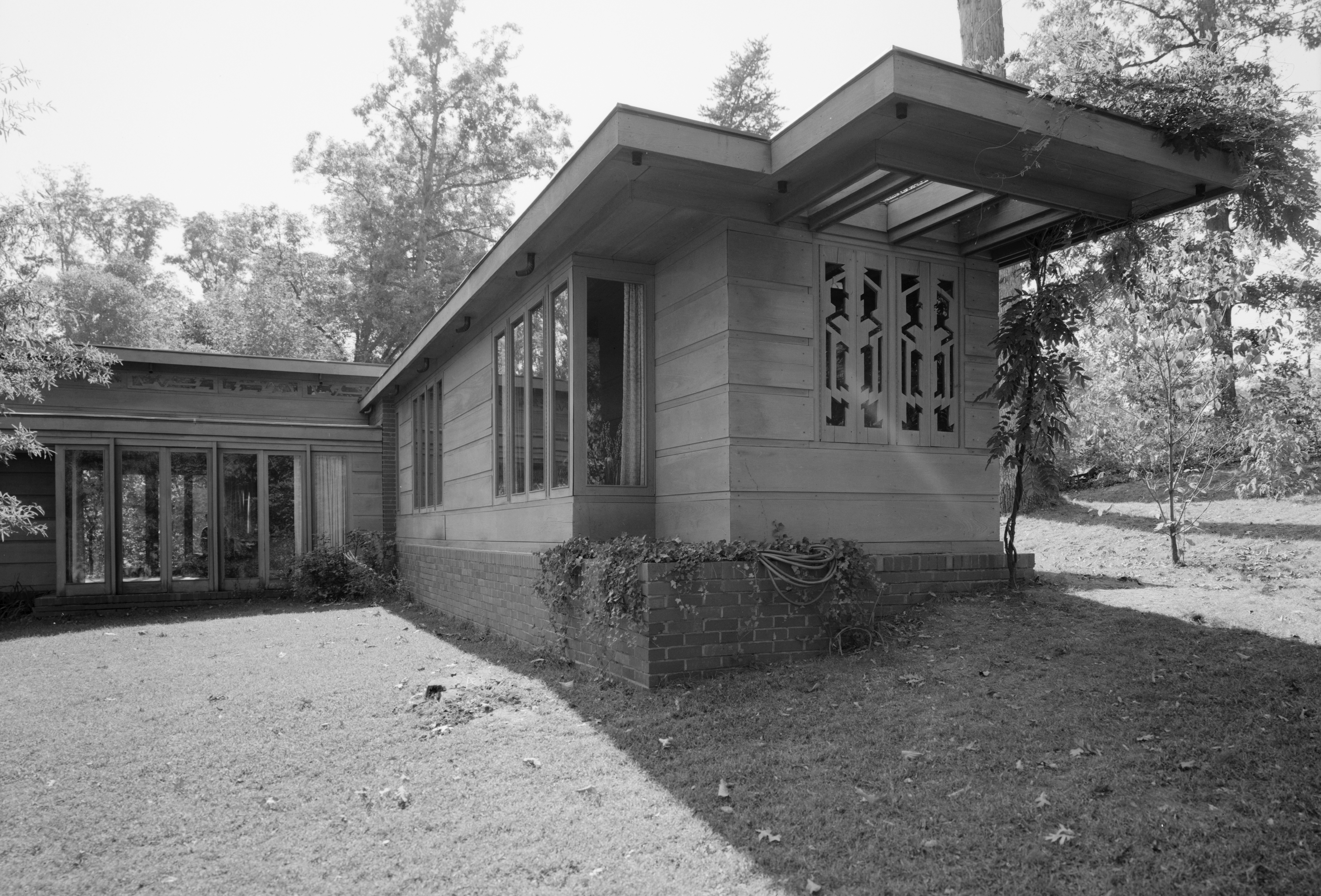

Frank Lloyd Wright leur construit alors cette maison usonia en 1940, en forme de L de 110 m², avec salon, salle à manger, cuisine, bibliothèque, deux chambres, toit-terrasse, plancher chauffant et climatisation naturelle, avec baies vitrées, en béton, briques, et panneaux sandwich en bois, avec de nombreux meubles intégrés inspirés de ceux de Taliesin Esat,. 

Le couple vit cinq ans dans cette maison, avant de la revendre en 1946 à Robert et Marjorie Leighey. 

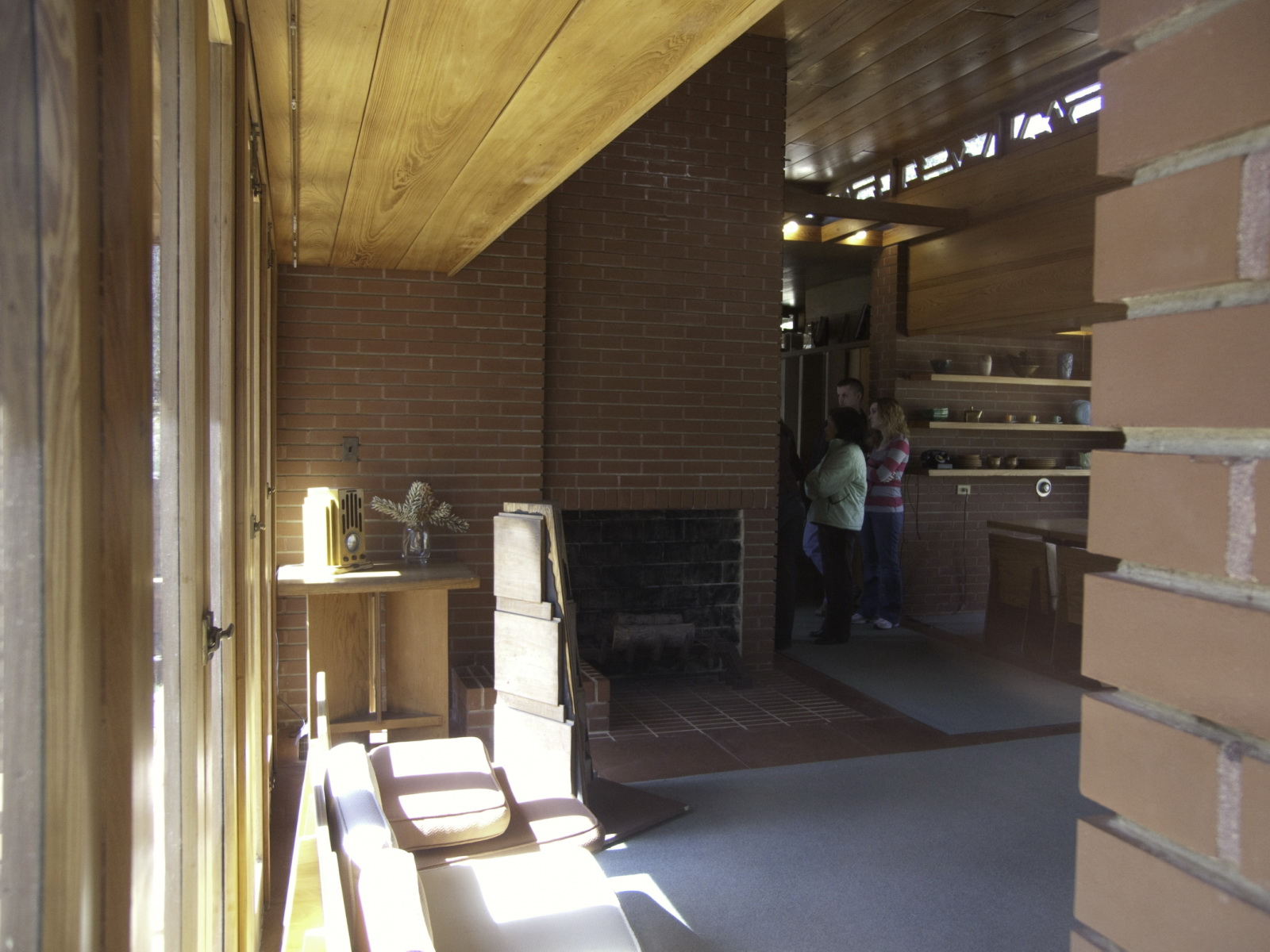
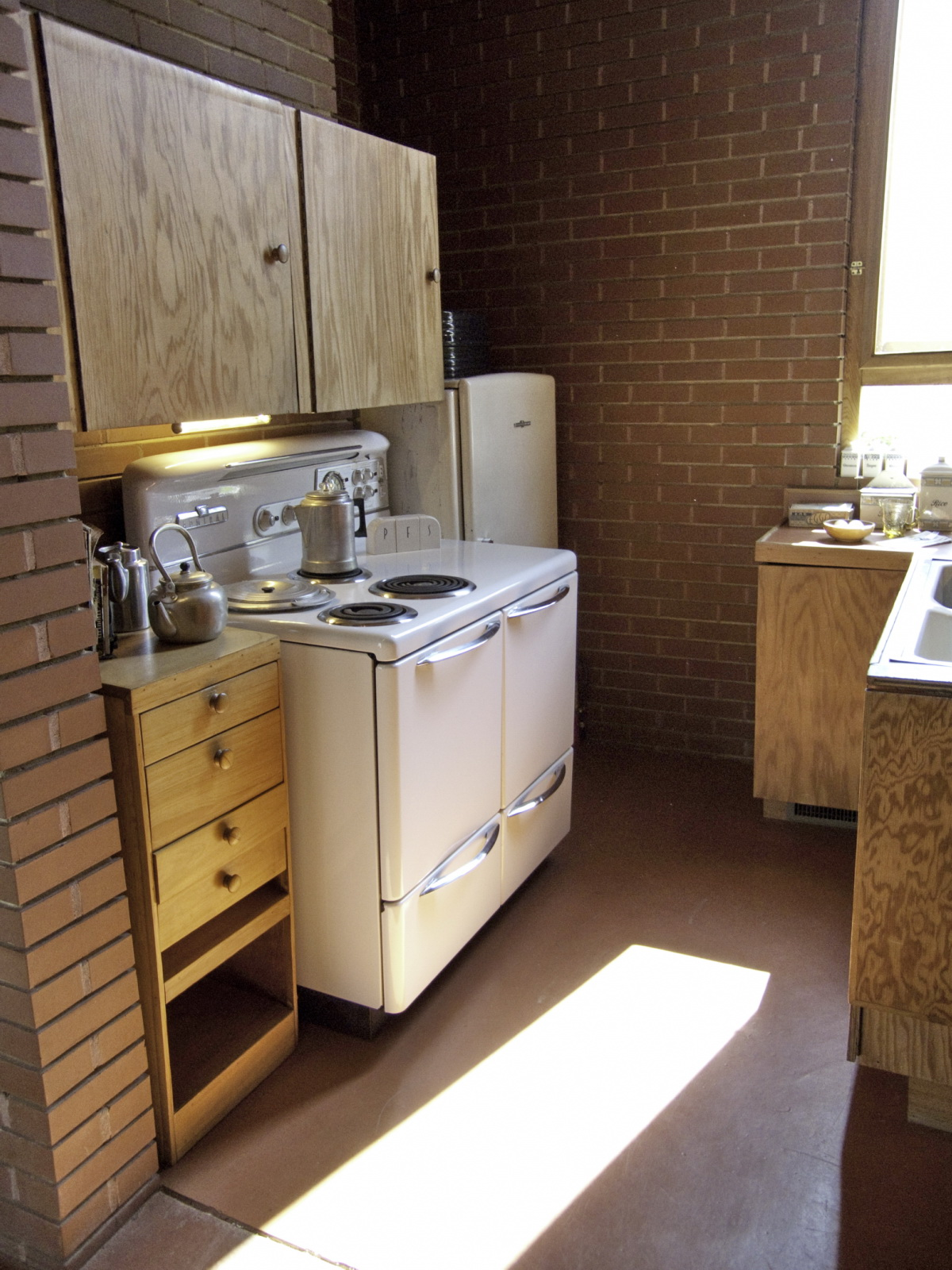
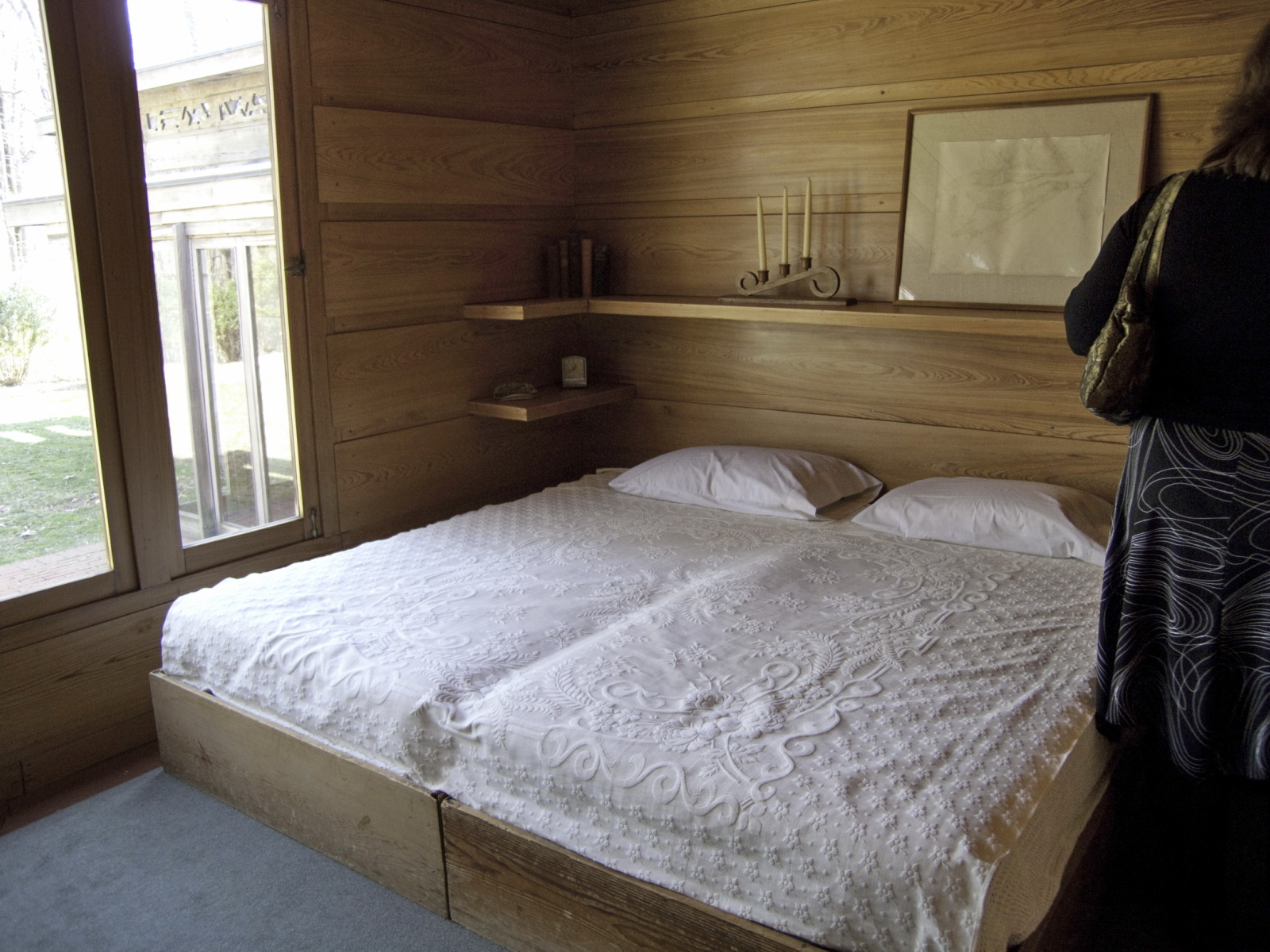

Le projet de construction de l'autoroute Interstate 66 prévoit la destruction des lieux en 1964. Marjorie Leighey en fait alors don au National Trust for Historic Preservation qui la déplace de 25 km sur le site historique du manoir Woodlawn Plantation (en) d'Alexandria, près de Washington D.C., en Virginie (ancien domaine familiale historique de 50 hectares de George Washington). La maison est ouverte à la visite public en 1965, avec ses meubles et décor d'origine, sous le nom Pope-Leighey House. Marjorie Leighey y réside et l'a fait visiter jusqu'à sa disparition en 1983. Le terrain étant jugé finalement géologiquement instable, la maison est à nouveau déplacée de 10 m en 1995.

## Villas usonia de Frank Lloyd Wright
Cette villa usonia de Frank Lloyd Wright (avec entre autres Taliesin East (1911), Taliesin West (1937) et Maison sur la cascade (1939)) est une des premières d'une série de villas usonia suivantes villa Hanna-Honeycomb (1937), Bernard Schwartz House (1939), Rosenbaum House (1939), Herbert Johnson House (1939), Charles Manson House (1941), Villa Weltzheimer-Johnson (1949), Villa Melvyn Maxwell et Sara Stein Smith (1950), Alvin Miller House (1951), Laurent House (1951), Zimmerman House (1951)... 